# 돈이황귀비
돈이황귀비 (惇怡皇貴妃, 1683년 ~ 1768년) 과이가씨는, 만주 양홍기 기인으로, 영고탑의 삼도량자인이다. 『영안현지』의 유명은 건구춘(乾九春)이다. 징치삼품협이 후만이의 네 딸을 거느렸다. 강희제의 비빈은 홍력을 키웠다는 이유로 건륭제에 의해 황귀태비로 추앙받았다.

## 생애
강희 22년 (1683년) 10월 16일에 태어났다. 강희 30년 연간 외팔기 수녀선발에서 내정 주위로 지정되었다. 당시 후궁 책봉제도가 완벽하지 않아 과이가씨는 강희 39년에 화빈 전에 서비로 봉해졌다.
강희 39년 (1700년) 12월, 동가씨를 귀비로 책봉하고, 과이가씨와 위씨를 빈으로 책봉한다. 과이가씨는 화(和)빈으로 책봉되었고, 당시 17세였다. 강희 40년 (1701년) 10월 18일, 화빈은 황18녀를 낳았지만, 요절하였다.
강희 57년 (1718년) 4월, 강희제는 예부에 후궁 중 여섯명을 40~60세로 책봉하였고, 황자를 낳아, 비빈이라 하지만 아직 봉하지 않은 후궁을 비빈으로 삼으라고 알렸다. 화빈은 정식 봉호가 있긴 하지만 앞에 말한 조건에 속해있었다. 그해 12월 신미일에 보르지기트씨, 달갑씨 등과 함께 봉해져 화비라 하였다.
강희제 후기, 귀비와 화비는 건륭제 (옹정제의 아들이자, 덕비의 손자)를 함께 키웠다.
강희 61년 (1722년), 옹정제가 즉위하면서 황고가 남긴 선조비빈을 관례에 따라 존봉해야했다. 황태후의 뜻을 받들어 화비는 강희제를 모시는 것이 가장 신중하게 했다며 화비를 귀비로 올려야한다고 했다. 옹정 2년 (124년) 6월, 화비와 여러 선조 비빈이 동시에 진존봉례를 하고 화비는 황고화귀비로 봉해졌다.
건륭 8년 4월 1일 봄, 수기황기태비 동가씨가 별세하였다. 건륭 8년 (1743년) 가을 7월, 건륭제는 어린 시절 과이가씨의 보살핌을 받은 인연으로 온혜귀태비에서 온혜황귀태비로 진봉되었다. 그 해 11월 27일 진시에 존봉례를 하고, 건륭제가 무릎을 꿇고 육고례를 하니 온혜귀태비가 기립하여 절을 받아주었다.
건륭 27년 10월 16일, 온혜황귀태비의 팔순 생신에 옷감만 오능포두구권, 크레이프포두구권, 석청단자직오색팔단 김용의료구필, 금이필, 편금삼필, 김수자단일필, 장융구필, 대권사구필, 능구필, 춘완구필을 썼다.
건륭 33년 3월 14일, 영수신궁 원내의 경복궁에서 향년 86세의 일기로 별세하였다. 그 해 5월, 시호를 돈이황귀비라 하였고, 1월 12일 경릉쌍비원침에 묻혔다. 돈이황귀비는 강희제의 비빈들 중에서 가장 마지막에 사망한 비빈이다.

## 일화
건륭제는 건륭 33년 3월, 경복궁 온혜황귀태비가 사망하자 경복궁이 해마다 은전을 드나들며 장부가 불분명하다는 의혹에 대한 조사에 착수했다. 건륭 9년에서 건륭 33년 2월까지 온혜황귀태비는 모두 95근 14량을 받았는데, 그 중 40근 12냥 5전은 내감에게 건네져 팔게하였다. 건륭 18년부터 건륭 33년 2월까지 곰상덕은 마진희, 진순과 함께 태비의 궁중 인삼 변매 사항을 관리하여 모두 은 6천 9862전을 받았다. 이 은은 이미 장부에 넣었지만 '팔아야 할 가치는 더 내고 덜 받는, 매번 각자 이익을 내는' 경우가 있다.

## 같이 보기
- 입팔분공